# Portugiesische Judomannschaftsmeisterschaften 2009
Die Portugiesischen Judomannschaftsmeisterschaften 2009 fanden am 30. Mai 2009 statt.

## Ergebnisse
| Gewichtsklasse | Gold                  | Silber                | Bronze                                    |
| -------------- | --------------------- | --------------------- | ----------------------------------------- |
| Männer         | Benfica Lissabon      | Sport Algés e Dafundo | Oficinas de São José Académica de Coimbra |
| Frauen         | Sport Algés e Dafundo |                       |                                           |